# DPEphos
 (mai 2025).
Le bis[(2-diphenylphosphino)phenyl] ether, également connu sous le nom de DPEphos, est un ligand diphosphine à grand angle de morsure utilisé en chimie inorganique et organométallique. Le nom DPEphos est dérivé de l'éther diphénylique (DPE) qui constitue l'épine dorsale du ligand. Il est synthétisé à partir de chlorodiphénylphosphine et de DPE. Il est semblable au Xantphos, mais il est plus flexible et possède un angle de morsure (bite angle) plus petit (104° contre 108°).